# Niedernhägener Bauerschaft
Die Niedernhägener Bauerschaft (NB) ist eine Ortschaft der Gemeinde Isernhagen in der niedersächsischen Region Hannover.

## Geografie
Die Niedernhägener Bauerschaft liegt im Südwesten der Gemeinde Isernhagen. NB grenzt westlich an die Stadt Langenhagen, südlich an Hannovers Stadtteil Isernhagen-Süd, südöstlich an Altwarmbüchen, östlich an die Kircher Bauerschaft und nördlich an die Hohenhorster Bauerschaft an.

## Geschichte
Bei NB handelt es sich um einen bereits im Mittelalter als langgestrecktes Hagenhufendorf angelegten Ort. Die Bezeichnung als Bauerschaft gründet sich auf die in niederdeutschen Gebieten übliche Wirtschaftsform Burschap (Bauerschaft). Der Name Niedernhägener Bauerschaft wurde erstmals 1442 in den Registern der Burgvogtei Celle erwähnt. Der „niedere Hagen“ wurde an der Wietzeniederung am auslaufenden Höhenzug angelegt, die Bezeichnung deutet auf die tiefere Lage der Ortschaft hin.
Im Zuge der Gebietsreform in Niedersachsen, die am 1. März 1974 stattfand, wurde der südlich gelegene Ortsteil Isernhagen NB-Süd als Isernhagen-Süd der Stadt Hannover zugeordnet. Zeitgleich wurden die zuvor selbständigen Gemeinden Altwarmbüchen, Kirchhorst und Neuwarmbüchen sowie der vier Isernhagen-Altdörfer (Farster Bauerschaft, Hohenhorster Bauerschaft, Kircher Bauerschaft und Niedernhägener Bauerschaft) in die neue Gemeinde Warmbüchen eingegliedert. Diese wurde am 1. Juni 1975 amtlich in Isernhagen umbenannt.

## Politik

### Ortsrat
Der Ortsrat setzt sich aus sieben Ratsmitgliedern zusammen. Im Ortsrat befinden sich zusätzlich drei beratende Mitglieder (CDU, SPD, Grüne).
- CDU: 4 Sitze
- SPD: 1 Sitz
- Grüne: 1 Sitz
- FDP: 1 Sitz

(Stand: Kommunalwahl 11. September 2021)

### Ortsbürgermeister
Der Ortsbürgermeister der Niedernhägener Bauerschaft ist Marco Zajac (CDU). Seine Stellvertreterin ist Ann-Kathrin Katz (CDU).

### Wappen
Der Entwurf des Kommunalwappens der Niedernhägener Bauerschaft stammt von dem Heraldiker und Wappenmaler Gustav Völker, der zahlreiche Wappen in der Region Hannover erschaffen hat. Das Wappen wurde am 22. November 1954 durch den Niedersächsischen Minister des Innern verliehen.
| Wappen von Niedernhägener Bauerschaft | Blasonierung: „In Silber ein blauer, rechter Schrägbalken, belegt mit vier aufgerichteten, einander deckenden, silbernen Hufeisen. In der oberen Ecke eine schrägliegende, grüne Eichel, um die Eigenart eines typischen niedersächsischen Bauerndorfes zu unterstreichen.“ |
| Wappen von Niedernhägener Bauerschaft | Wappenbegründung: Der Name Isernhagen zeugt von Eisenerzvorkommen, die hier nachweislich schon um das Jahr 900 ausgebeutet wurden. Darauf weisen die Hufeisen hin. Sie sollen außerdem daran erinnern, dass in Isernhagen seit langem mit Erfolg die Pferdezucht betrieben wird. Die Zahl von vier Hufeisen ist gewählt worden, um die enge Verbundenheit der selbstständigen politischen Gemeinden zu bekunden, die ein Kirchspiel und eine Siedlungseinheit bilden. Der blaue, rechte Schrägbalken soll den Fluss Wietze symbolisieren. Die Wappen der vier Gemeinden müssen gemeinsam betrachtet werden, zumal die Gemeinden sehr bemüht waren, sich ein einheitliches Wappen zu geben. Auf Verlangen des Niedersächsischen Ministers des Innern musste jedoch jede Gemeinde ein unterscheidendes Beizeichen in ihr Wappen aufnehmen. |

## Kultur und Sehenswürdigkeiten

### Bauwerke
- Früher standen vier Windmühlen auf dem Windmühlenberg der Niedernhägener Bauerschaft – drei Bockmühlen und eine Holländermühle. Davon ist heute nur noch die Holländermühle vorhanden, die als Wohngebäude genutzt wird.
- In der Ortschaft ist das Standesamt der Gemeinde Isernhagen in einem reizvollen Fachwerkhaus untergebracht, welches den hier durchgeführten Trauungen eine besondere Atmosphäre verleiht.
- Der Wöhler-Dusche-Hof ist ein Zweiständer-Fachhallenhaus, das das „Nordhannoversche Bauernhaus Museum Isernhagen e. V.“ beherbergt. Nach seinen früheren Bewohnern als „Wöhler-Dusche-Hof“ benannt, ist der Hof ein ländliches Baudenkmal des ausgehenden 16. Jahrhunderts. Das Hofensemble beinhaltet ein Haupthaus mit Schmuckgiebel, eine ehemalige Unterfahrscheune, Bauerngarten, Weide und Backhaus und einen Korbimkerstand. In ihm ist seit 1994 eine kleinere Sammlung bäuerlichen Kulturguts aus dem 19. Jahrhundert zu besichtigen. In der geräumigen Hausdiele finden jedes Jahr wechselnde Ausstellungen statt.

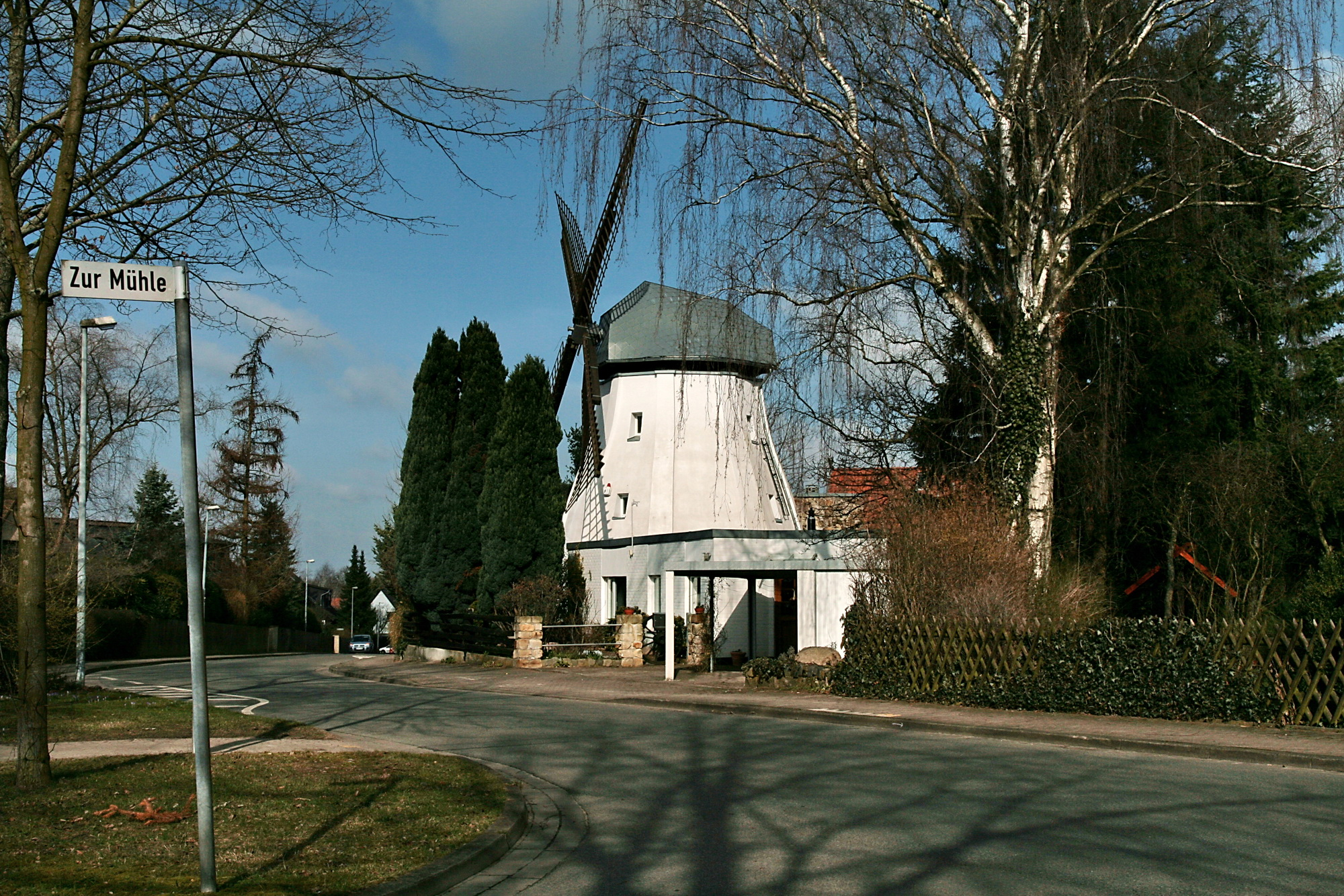
Holländermühle in NB
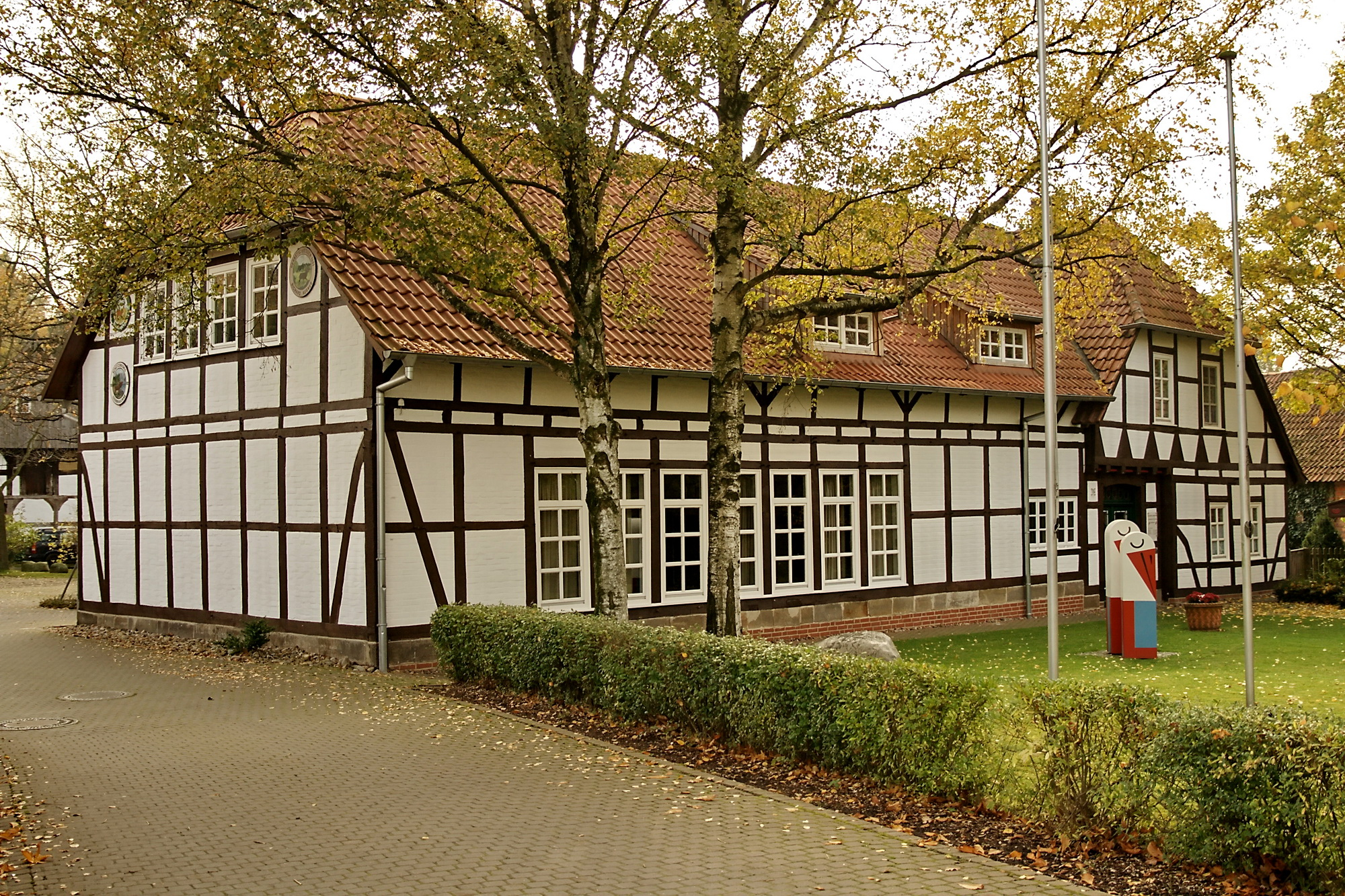
Standesamt Isernhagen
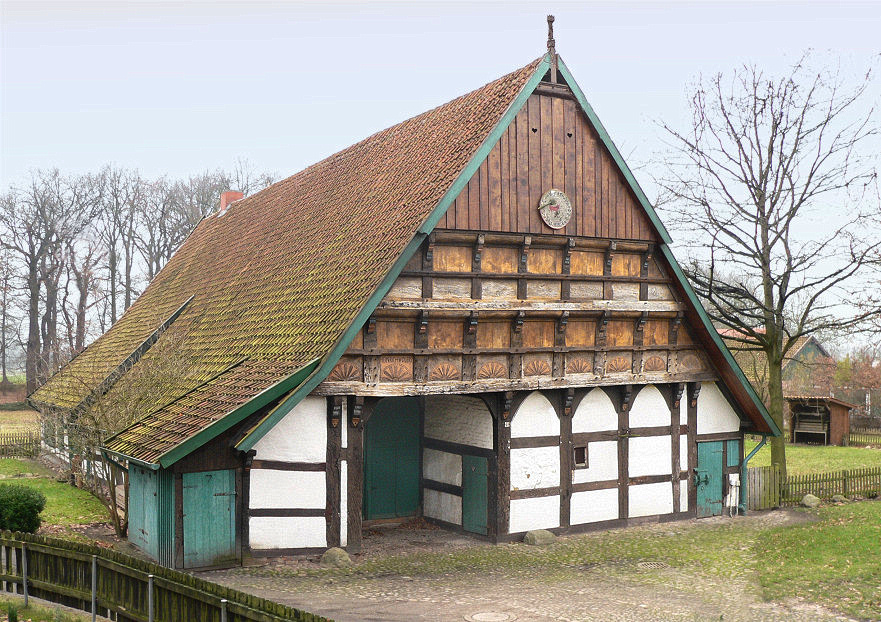
Fachhallenhaus des Wöhler-Dusche-Hofs

### Grünflächen und Naherholung

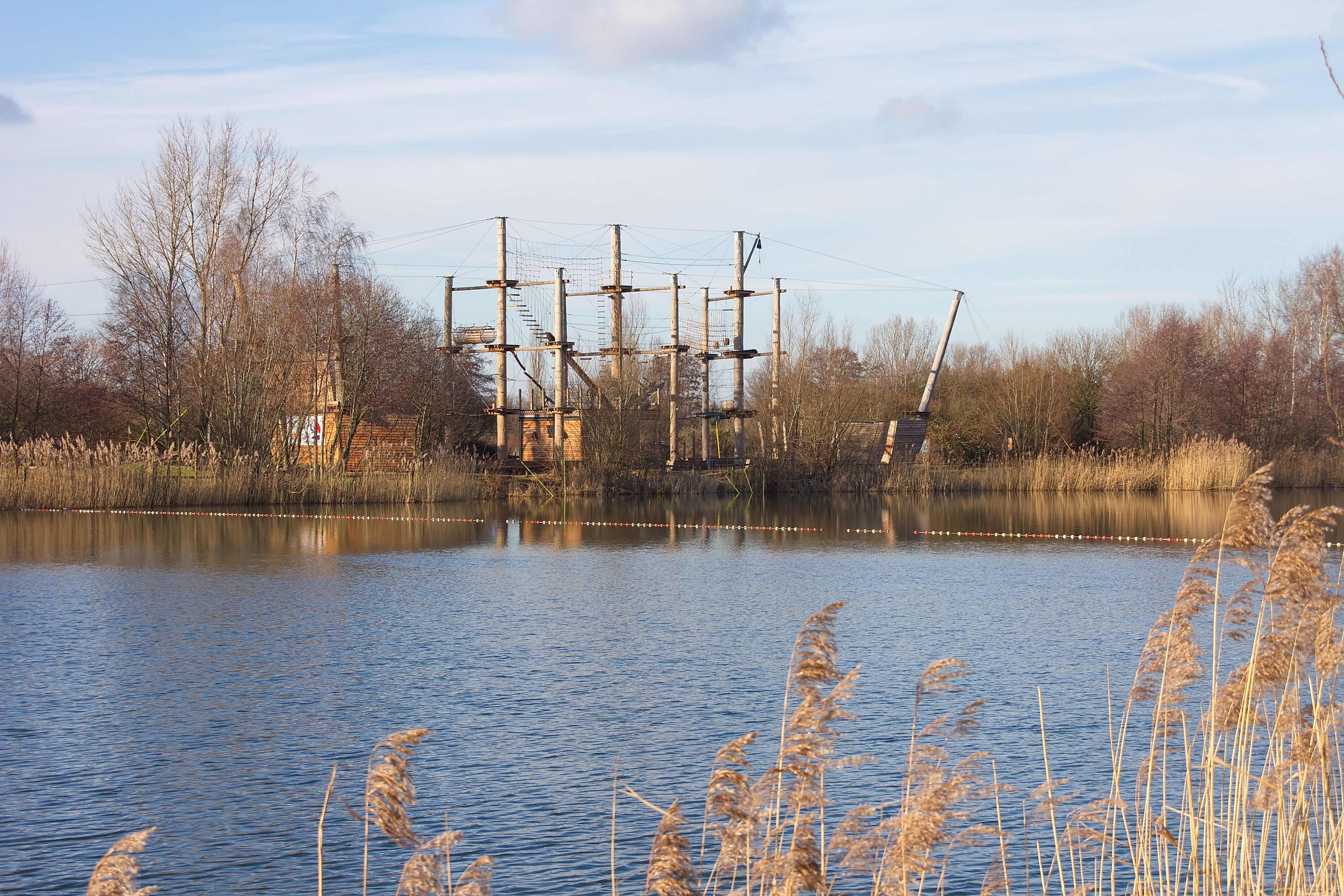
Hochseilgarten am Hufeisensee Wietzepark

Das Freizeit- und Naherholungsgebiet Wietzepark ist regional bedeutsam und ein Gemeinschaftsprojekt der Region Hannover, der Stadt Langenhagen und der Gemeinde Isernhagen. Zum Park gehört der Hufeisensee, ein Badesee, der auf dem Gebiet der Hohenhorster Bauerschaft liegt.

## Wirtschaft und Infrastruktur
Drei Buslinien des Großraum-Verkehr Hannover bedienen vier Haltestellen und bieten Verbindungen mit anderen Isernhagener Ortschaften sowie mit Nachbargemeinden.